# رود شیزوکویشی
رودخانه شیزوکویشی (به لاتین: Shizukuishi River) یک رود در ژاپن است که ۳۳٫۲ کیلومتر است.